# Língua crioula francesa de Trindade e Tobago
O língua crioula francesa de Trindade e Tobagoago é uma língua crioula de base léxica francesa, falada em Trindade e Tobago. Trata-se de uma variedade do crioulo antilhano, muito semelhante ao crioulo de Santa Lúcia. É atualmente falada por descendente dos crioulos franceses que migram das Antilhas francesas. O número exato de falantes nativos desssa língua crioula é desconhecido. De acordo com dados do SIL (2004), existem 3 mil falantes de todas as idades, mas a língua está em declínio e ameaçada de extinção.

## História
O governo espanhol decidiu promover o povoamento da ilha de Trindade e promulgou, em 1783, um decreto que ficou conhecido como Cédula de População, que incentivava o crescimento da população de Trindade. Na sequência, plantadores franceses, estimulados pela Revolução Francesa, migraram das Antilhas francesas (Martinica, Granada, Guadalupe e Dominica) para a ilha de Trindade. trazendo seus escravos e trabalhadores libertos. Esses novos imigrantes instituíram comunidades locais (Blanchisseuse, Champs Fleurs, Paramin, Cascade, Carenage, Laventille etc.) e fizeram com que a população de Trindade - que, em 1777, correspondia a pouco menos de 1 400 habitantes - saltasse para mais de 15 000, no final de 1789. 
Em 1797, Trindade se tornou uma colônia da britânica, com uma população de língua francesa. Atualmente, em Trindade e Tobago o crioulo francês só pode ser encontrado em pequenas localidades entre a população mais velha, particularmente nas aldeias de Paramin e Lopinot.
Por vezes, a língua crioula francesa de Trindade e Tobago, juntamente com as línguas crioulas da Dominica, da Martinica,  de Guadalupe,  das Ilhas dos Santos e o de Santa Lúcia são considerados uma única língua, o crioulo antilhano.